# Кудрявцев, Александр Петрович
Александр Петрович Кудрявцев (род. 3 ноября 1937, Москва) — советский и российский архитектор, президент Российской академии архитектуры и строительных наук (1999—2014), президент Московского архитектурного института (МАРХИ). Народный архитектор Российской Федерации (2003).

## Биография
Окончил Московский архитектурный институт (четыре курса) и Бухарестский архитектурный институт (Румыния) в 1960 году.
Практическую деятельность начал в Управлении по проектированию Дворца Совета, с 1964 по 1977 гг. работал в ЦНИИЭП зрелищных зданий и спортивных сооружений.
С 1977 года работает в МАРХИ, с 1987 по 2007 гг. — ректор института.
В 1982—1985 гг. — главный редактор журнала «Архитектура СССР».
В 1985—1986 гг. — секретарь Союза архитекторов СССР.
В 1989—1992 гг. — народный депутат СССР.
В 1999 году избран президентом Российской академии архитектуры и строительных наук (РААСН).
Член Союза архитекторов России, академик РААСН, академик Международной академии архитектуры (г. София, Болгария), почётный член Американского института архитектуры, почётный член Французской академии архитектуры, почётный член Международной академии архитектуры стран Востока, почётный доктор и профессор ряда зарубежных и отечественных архитектурно-строительных вузов, Вице-президент Европейского общества культуры, сопредседатель Комитета по валидации архитектурных программ ЮНЕСКО и Международного Союза архитекторов.
Автор более 150 научных работ по теории и новейшей истории российской и зарубежной архитектуры. Входит в экспертный совет Архитектурной премии Москвы.
С 26 июля 2010 года — почётный член Патриаршего совета по культуре.

## Награды и звания
- Орден «За заслуги перед Отечеством» IV степени (2 июня 2007 года) — за большой вклад в развитие архитектуры и многолетнюю плодотворную работу[5].
- Орден «Знак Почёта» (1986).
- Медаль «За трудовую доблесть» (1976).
- Народный архитектор Российской Федерации (11 июня 2003 года) — за большие заслуги в области искусства[6]
- Заслуженный архитектор Российской Федерации (29 января 1997 года) — за заслуги в области архитектуры и многолетнюю плодотворную работу[7].
- Почётная грамота Московской городской Думы (19 сентября 2007 года) — за заслуги перед городским сообществом[8].
- Премия Совета Министров СССР (1974).
- Премия Правительства Москвы (2002).
- Орден «За высокое зодческое мастерство» (2002).
- Орден «К. Э. Циолковского» (2002).
- Нагрудный знак «Почётный строитель России» (1997)
- Орден Св. Станислава III степени.
- «Почётный строитель Москвы» (2000).
- «Почётный архитектор России» (2001)
- Лауреат конкурсов на лучшую реставрацию в г. Москве (1997, 2002).

## Семья
Отец — Кудрявцев Пётр Николаевич — профессор МВА.
Мать — Чернышева Татьяна Сергеевна — профессор Московской государственной консерватории имени П. И. Чайковского.
Дед — Чернышёв, Сергей Егорович, главный архитектор Москвы, вице-президент Всесоюзной академии архитектуры, профессор МАРХИ.
Женат, имеет двоих детей. Хобби — иностранные языки (английский, румынский, французский), классическая музыка, мировая и отечественная литература.
Живёт в Москве, а также в дачном посёлке «Советский архитектор» близ платформы Луговая в Московской области.

## Уголовное дело
26 октября 2012 года стало известно, что в отношении Кудрявцева возбуждено уголовное дело и ему предъявлено обвинение по ч. 1 ст. 286 и ч. 4 ст. 159 УК РФ. Кудрявцев и завкафедрой МАРХИ, профессор Илья Лежава обвинялись в превышении должностных полномочий и мошенничестве при долевом участии в строительстве жилого дома в Москве для улучшения жилищных условий преподавательского состава вуза, в частности им были предъявлены обвинения в хищении 127 миллионов рублей целевых взносов.
Расследование было завершено 18 июля 2013 года. Согласно выводам следствия, академики похитили более 127,3 млн руб., принадлежащих соинвесторам, потратив их на приобретение 11 квартир педагогам-очередникам института. Своей вины Кудрявцев и Лежава не признают. Обвиняемые строили свою защиту на том, что предварительные суды установили — институт выполнил в полном объёме все обязательства перед соинвесторами, передав им свои доли в строящемся доме. Дело было передано в Мещанский районный суд.
По мнению Кудрявцева, при соблюдении условий контракта по строительству дома в Звонарском переулке МАРХИ свои обязательства полностью выполнил. Восемь человек (именно не получившие квартиры люди), признанные следствием пострадавшими, отказались от каких-либо претензий к Кудрявцеву и Лежаве, попросив их исключить из числа потерпевших. Обвиняемые не отрицали, что на самом деле привлекали частных инвесторов к строительству. Однако делалось это с определённой целью: в доме в Звонарском переулке предполагалось построить элитные квартиры, метражом 120—180 квадратных метров и стоимостью 14-15 млн рублей. Руководство же института приняло решение продать права на эти квартиры, чтобы приобрести более дешёвое жилье в других домах, но обеспечить им большее число сотрудников института.
27 июня 2014 года Мещанский районный суд (судья Елена Максимова) вынес приговор. Обвинение в мошенничестве (ст. 159 УК РФ) переквалифицировано на статью «причинение имущественного ущерба путём обмана или злоупотребления доверием при отсутствии признаков хищения, совершенное группой лиц по предварительному сговору либо в крупном размере» (ст. 165 часть 2 УК РФ). В результате Кудрявцев признан виновным и приговорён к одному году лишения свободы условно. Вместе с тем он оправдан по обвинению в превышении должностных полномочий (ст. 286 УК РФ). При этом гражданский иск, заявленный представителями МАРХИ как потерпевшей стороной на сумму в 118 млн руб., суд удовлетворять не стал. Как разъяснила судья, заявленная сумма неоднократно изменялась, а потому её следует уточнить, и далее истцы могут добиваться компенсации ущерба в ходе гражданского процесса.
12 декабря 2014 года Мосгорсуд изменил приговор, снизив срок условного наказания до 10 месяцев и признав истечение срока привлечения Кудрявцева к уголовной ответственности по статье 165 часть 2 УК РФ. Кроме того, из решения суда следует, что сумма причинённого ущерба составляет 9 миллионов рублей, в то время как следствие изначально называло сумму в размере 127 миллионов рублей.

## Публикации
- Архитектура Румынии (Всеобщая история архитектуры, т. 12). — 1976;
- Генезис и развитие архитектурной культуры в странах Центральной и Юго-Восточной Европы, тт. I, II, III. — 1976—1981;
- Проблемы реконструкции Москвы в современный период и мировой архитектурный процесс. — 1996.;
- Социалистическая архитектура: от идеи до доктрины. — 1996;
- Архитектурное образование и молодые архитекторы — 1999;
- Хартия МСА/ЮНЕСКО по архитектурному образованию — 1996 (коллектив авторов);
- 250 лет Московской архитектурной школе. — 2000 (коллектив авторов);
- К архитектуре XXI века. — 2001 г. (коллектив авторов);
- Архитектурное образование: проблемы развития. — М., 2002 (коллектив авторов).